# Duna de Pilat

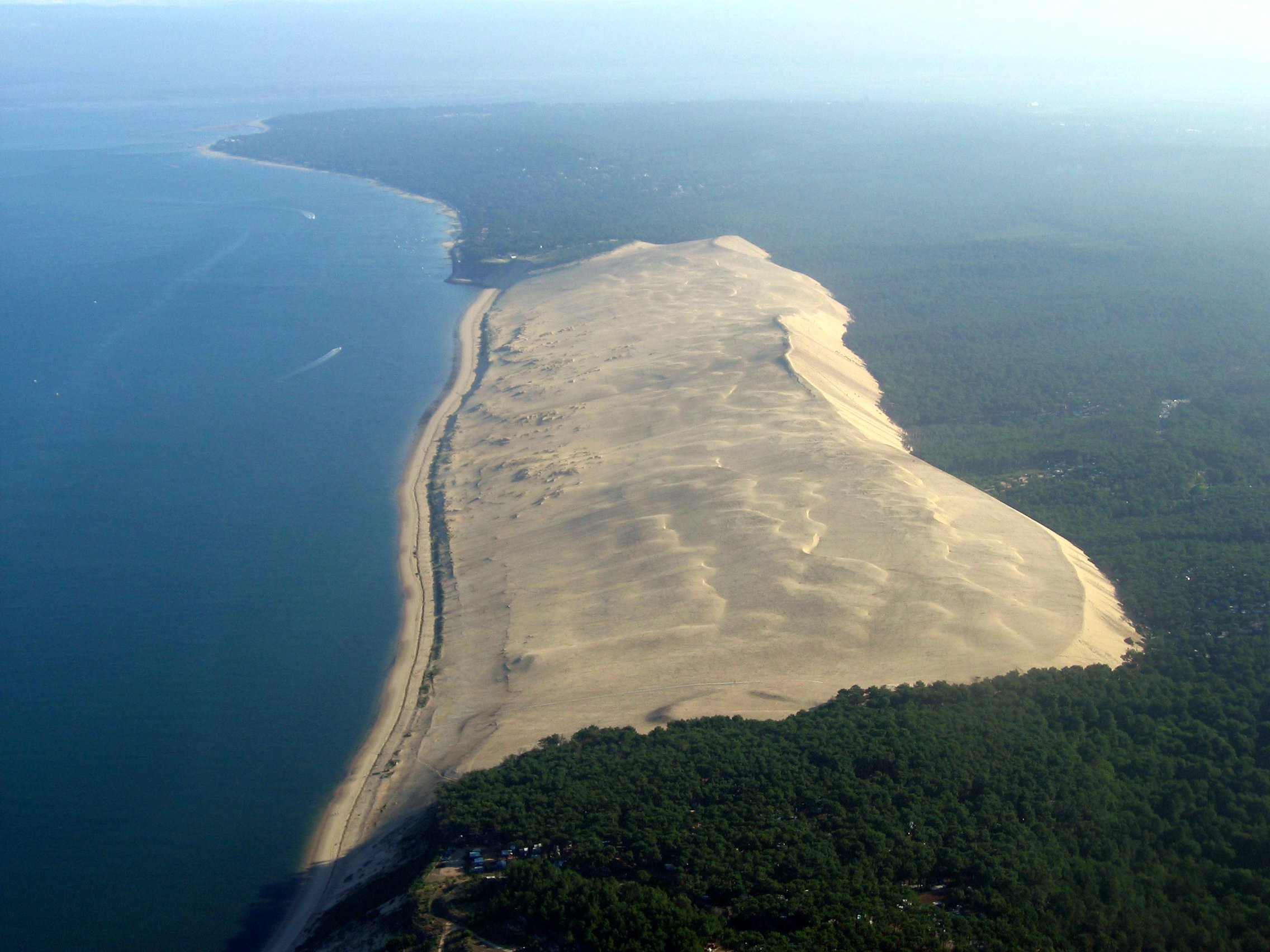
Vista aérea de la Gran Duna de Pilat y su entorno marítimo y forestal, en la costa de Aquitania, en el suroeste de Francia. Es la formación de arena más elevada de Europa y uno de los espacios naturales protegidos más visitados del país. En la parte superior, se aprecia la bahía de Arcachón.

La Gran Duna de Pilat (en francés Grande dune du Pilat; del  gascón pilàt o pialàt, «montón», diminutivo pilot) es una enorme formación de arena natural costera acumulada en el litoral aquitano del golfo de Vizcaya en la entrada de la bahía de Arcachón. La duna se sitúa en el término municipal de La Teste-de-Buch, comuna perteneciente al departamento de Gironda y la comarca natural del Pays de Buch, al suroeste de Francia.
Tanto la geomorfología como la posición de la Gran Duna se encuentran en permanente evolución y desplazamiento desde su génesis, estimada hace varios miles de años. Contiene un volumen total aproximado de más de 60 millones de m³ de arena fina eólica que se extienden sobre 87 hectáreas de superficie, ocupando 2,7 km de costa lineal y hasta 500 m de bosque del parque natural de las Landas de Gascuña, hacia cuyo interior penetra inexorablemente a razón de 3 a 4 metros anuales, según las mediciones realizadas desde la década de 1960.
La Gran Duna debe la singular amplitud de su cresta, la más alta del continente europeo, a un fenómeno geológicamente muy reciente: el colapso en el siglo XVIII de un gran banco de arena oceánica situado frente a su costa. Este banco de arena proporcionó el material sedimentario luego transportado progresivamente por la naturaleza y acumulado, como resultado de la actividad humana de forestación y de lucha contra la invasión arenosa, para conformar la cumbre de la duna que evolucionó desde los 35 m de altura medidos a mediados del siglo XIX, hasta alcanzar entre 80 y 107 m según los estudios realizados desde la década de 1980.
La Gran Duna de Pilat y su entorno, considerados un ecosistema de valor excepcional, han sido protegidos por el Estado francés mediante diferentes medidas de preservación que, a partir de la primera clasificación de 1943, se extendió al bosque circundante, siendo declarado el conjunto Grand Site National en 1978. En 1994 se delimitaron y clasificaron formalmente las 6288.26 hectáreas del sitio como "gran sitio natural de interés paisajístico y científico", asociado a la red Natura 2000 de la Unión Europea siendo el centro de atracción turística más destacado de la región aquitana y uno de los más importantes del país, acogiendo entre 1 y 1,5 millones de visitantes anuales.

## Denominación Pilat-Pyla
La duna ha recibido diferentes denominaciones a lo largo de su historia, como Sabloney, Les Grands Tucs o La Grave, nombre con el que se la conocía en el siglo XIX, asociados a la morfología que presentaba en cada periodo de su historia. En 1905 ya se cita la Grande Duna de Pilat, con el vocablo «Pilat», derivado del gascón «Pilòt», que significa «montón, pila», usado desde el siglo XVI.
En 1920, Daniel Meller, banquero y promotor inmobiliario, construyó en las inmediaciones de la duna la estación balnearia y turística de Pyla-sur-Mer, expresamente tipografiada con una "Y" para conferirle un carácter «exótico», de manera que la formación empezó a conocerse también con el nombre de «Duna de Pyla», si bien el término duna de Pilat es empleado preferentemente por las publicaciones oficiales.

## Entorno de la Gran Duna: el paisaje costero aquitano

### Geología

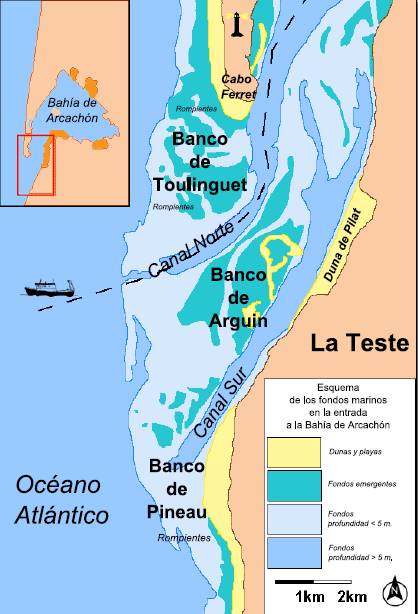
La Gran Duna se encuentra situada en la entrada de la bahía de Arcachón, frente a la punta del cabo Ferret, en un entorno marino caracterizado por la presencia de grandes bancos de arena procedentes de los depósitos sedimentarios de la cuenca de la bahía.

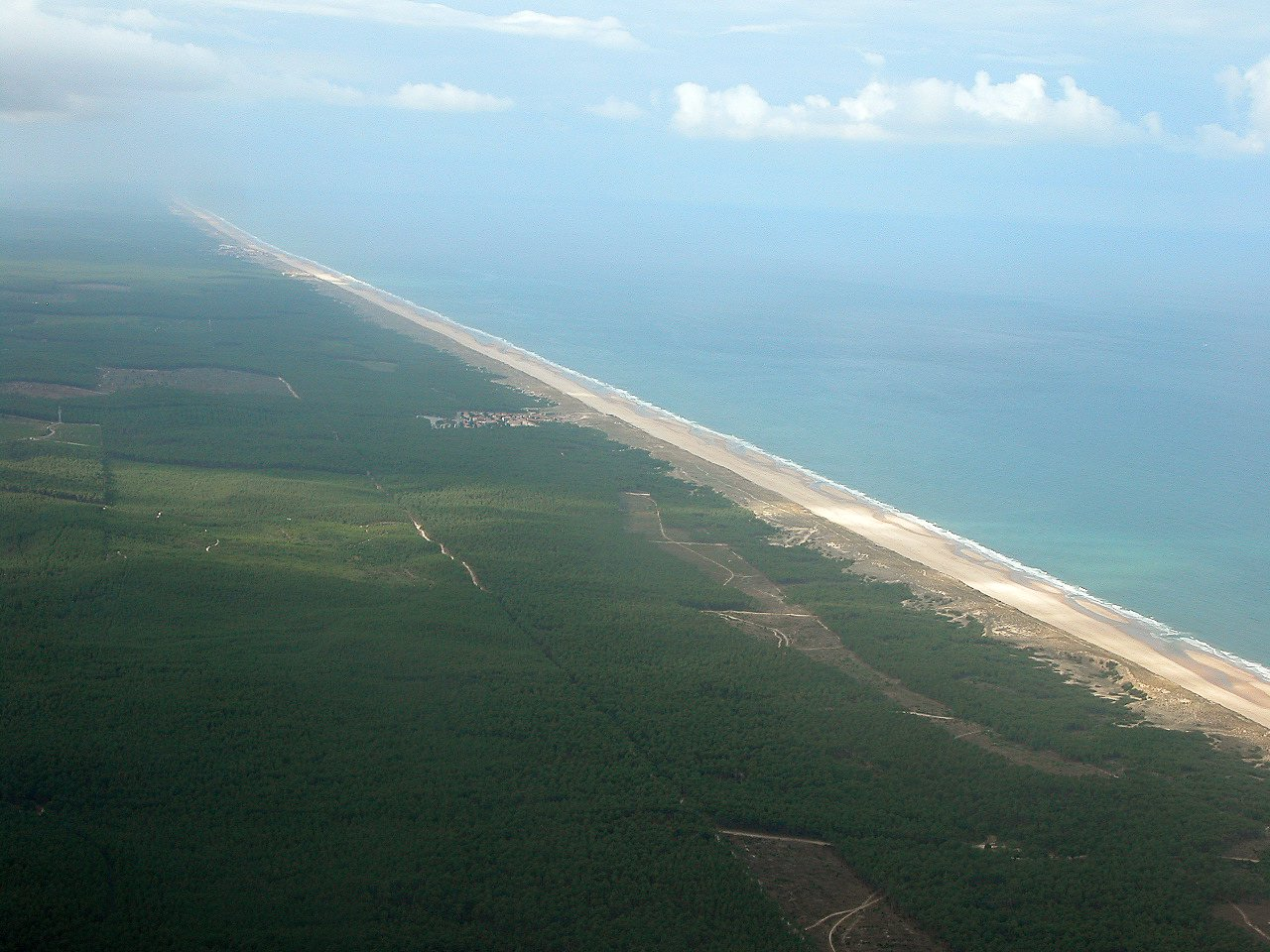
Imagen aérea de la costa de Nueva Aquitania, en la comarca de Médoc. Formada por los procesos geológicos hace 20 000 años, se extiende de manera rectilínea a lo largo de 230 km en los que se pueden diferenciar tres sistemas: el cordón litoral o línea de playa, la llanura arenosa de las Landas y el extenso manto forestal que se asienta sobre esta última.

El suroeste de la región de Nueva Aquitania, en la costa Atlántica del golfo de Vizcaya conocida turísticamente desde principios del siglo XX como "Côte d'Argent" (Costa de Plata), presenta una morfología geológica caracterizada tanto por la erosión eólica causada por los vientos dominantes de componente oeste, como por la causada por las corrientes alternas ocasionadas en el océano por las mareas y las olas rompientes, la presencia de cúmulos sedimentarios disponibles de arena de una granulometría específica y también una particular vegetación. Todos estos componentes han favorecido la formación de un sistema de dunas marítimas y continentales característico de esta costa.
Este paisaje tuvo su origen hacia finales del estadio glacial wisconsiniense, en el Pleistoceno, hace unos 20 000 años, que resultó inicialmente en un descenso en el nivel de los océanos, desplazando el litoral varias decenas de kilómetros hacia el oeste. La erosión hidrológica del Macizo Central aportó una masa de sedimentos que se acumularon progresivamente en la cuenca hidrográfica recién formada. Posteriormente, con la fase de retroceso de la glaciación, acompañada de un período de clima seco y ventoso y la consecuente subida del nivel oceánico, favoreció la nivelación a su vez de las arenas y sedimentos depositados. Un periodo de clima húmedo y fresco (hace unos 14 000 años) estableció la red hidrográfica. En la posterior etapa holocénica, hacia el 9000 a. C., un periodo climático seco y ventoso empujó estos sedimentos hacia el interior, siendo ésta la génesis del sistema de dunas continentales en la costa aquitana.
Esta costa se extiende de manera rectilínea a lo largo de 230 km entre la desembocadura del río Adur al sur (cerca de Bayona) y el estuario del río Garona, en el norte, y se puede distinguir en tres grandes áreas:
- la línea de playa de arena, donde se encuentra la banda o cordón de dunas marítimas;
- la llanura o planicie arenosa, conocida como arenas de las Landas de Gascuña, donde se presentan dunas generalmente parabólicas, y que se encuentra cubierta de un extenso bosque marítimo;[12]
- el denso bosque marítimo, considerado la más extensa masa forestal litoral de Europa y que, protegido por el Estado, ocupa el parque natural de las Landas de Gascuña.

El área del cordón litoral, de poca pendiente, es propicia a la acumulación de arena marina, que una vez secada por el sol y disgregada en los posibles conglomerados de grava, es transportada por el viento oceánico a largas distancias hacia el interior de la superficie terrestre en forma de pequeñas nubes, próximas al suelo. Esta arena, conocida también como "arena eólica" o "arena de duna", está formada por partículas compuestas principalmente de sílice, material de gran resistencia química, que se desplaza siguiendo una trayectoria que depende de su tamaño, de la energía y del ángulo de incidencia en su caída. Cuando las nubes alcanzan el suelo, pueden resultar, o bien rebotadas, generando una proyección de nuevas partículas, o bien desplazadas en un movimiento de reptación. Si en este desplazamiento encuentran algún obstáculo fijo, se acumulan en el lado de barlovento formando una "duna embrionaria" que sirve a su vez de nuevo obstáculo para retener a otros nuevos granos de arena. En un momento determinado, comienza la lenta migración de la duna a favor del viento, conformándose según un perfil inicialmente redondeado pero que cambiará gradualmente. Se llaman "dunas vivas" a aquellas que mantienen su movimiento, por oposición a las "dunas muertas" que pueden ser colonizadas por la vegetación.
En el litoral aquitano se forman cuatro tipos básicos de dunas, todos ellos de morfología asimétrica, con pendientes abruptas en su orientación este (a barlovento), mientras que es más suave en la cara oeste (a sotavento):
- las dunas parabólicas (dunas primitivas) corresponden a las formaciones más antiguas que se remontan al 4500 a. C., y que evolucionaron perpendicularmente a la costa sobre las zonas húmedas que permanecían por entonces desde la subida del nivel del mar. Presentan sus ramas dirigidas hacia el Oeste, siendo aquellas dunas con las ramas las más delgadas, colonizadas por la vegetación. Aparecen registradas en la cartografía de principios del siglo XVIII, en los llamados "mapas de Masse" (1708-1712) y por entonces se encontraban cubiertas de bosque, a diferencia de las Landas, hacia el interior, que estaban todavía desnudas de vegetación. Este tipo de dunas se localizan entre los lagos de Hourtin y de Lacanau, entre La Teste y los lagos de Cazaux-Sanguinet, Biscarrosse y Mimizan. Más al sur alcanzan el lago de León y Bayona, donde forman la mayor parte de las dunas costeras de altura generalmente más baja que la de las dunas barjánicas;
- las dunas barjánicas (dunas modernas), que se formaron sobre zonas secas y sin vegetación durante la época galorromana, tras una sensible regresión marina. Se reconocen por sus ramas dirigidas hacia el Este, constituyendo grandes secciones transversales cubiertas de pinares entre la bahía de Arcachón y Mimizan;
- las dunas de hoya (dunas interiores invasivas), conocidas localmente como caoudeyres[13] son un tipo de variedad de las dunas parabólicas, situadas en el interior del cordón litoral, cubiertas de hierbas y pequeños arbustos en su zona externa, mientras que en la interna se forman hoyas de deflación y taludes desprovistos de vegetación;
- las dunas caóticas (dunas nuevas), cubiertas de una vegetación mínima, son las de formación más reciente.

Varios estudios han estimado que el volumen total ocupado por las dunas se halla entre 10 y 20 millones de m³, y se han podido identificar más de 1500 formaciones de más de 10 m de amplitud repartidas de la siguiente manera:
- 1 gran duna, la gran duna de Pilat, por encima de los 100 m de amplitud;
- 47 dunas entre 70 m y 100 m de amplitud, principalmente en el cordón de los barjanes coalescentes;
- 350 dunas entre 50 y 70 m;
- 710 dunas entre 30 y 50 m;
- más de 410 dunas entre 10 y 30 m de amplitud.

Otros estudios han analizado la composición de las arenas, encontrándose granos y partículas de sílice de 350 micras de diámetro medio, con una composición de 1 % a 2 % en minerales pesados, como magnetita y limonita. El diámetro medio presenta, no obstante, una distribución diferenciada entre las muestras del litoral sur, con una media de 400 micras en Bayona, y el norte, cerca de Arcachón, donde el diámetro medio particular alcanza un mínimo de 250 micras. Esta distribución granulométrica contrasta con la de las arenas de las playas que, en general, son más gruesas, entre 0,35 y 0,5 mm, y que se agrupan formando frecuentemente aglomerados.

### Ecosistema

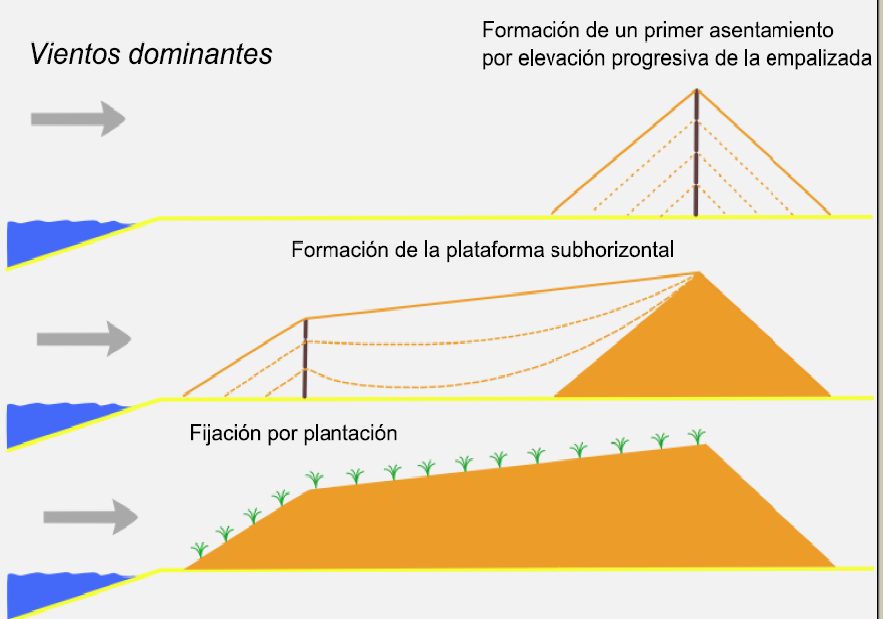
Esquema de la técnica de fijación de dunas para la formación del cordón litoral en Aquitania.

El paisaje del cordón de dunas del litoral aquitano, en el cual se incluye la Gran Duna, es el resultado tanto de la acción de las fuerzas de la naturaleza como de la intervención humana. Desde la Edad Media y especialmente a finales del siglo XVIII, el hombre ha emprendido una serie de actuaciones para impedir o ralentizar su lento pero inexorable avance hacia el interior de la costa, cubriéndolo de una extensa superficie vegetal, que con el tiempo ha generado un ecosistema de valor excepcional: la biomasa de las Landas de Gascuña.
En la Edad Media, la fuerza del viento fragmentó las dunas en trozos de forma de "W", activándolas en agrupaciones de dunas "vivas" en "V" con el frente dirigido hacia el Este, amenazando los campos de cultivo, núcleos de población y destruyendo el bosque primitivo. La situación se hizo crítica hacia el siglo XVIII, cuando la arena había colonizado una franja de 4 a 7 km hacia el interior.
En 1778 el ingeniero Nicolas Brémontier emitió un informe en el que insistía sobre la necesidad de fijar con grandes medios el avance de las dunas en la zona de La Teste, pero no fue hasta 1786 cuando se pudo obtener la financiación para emprender los trabajos. Los acontecimientos de la Revolución francesa supusieron la ralentización de los mismos, pero para 1795 los resultados obtenidos fueron suficientemente positivos como para que Brémontier remitiera un informe favorable al Gobierno de París. En 1801, un Decreto del Consulado nombraba a Brémontier presidente de la Comisión de las Dunas y ordenaba su fijación por medio de plantaciones forestales. Hacia 1816, la Comisión había forestado cerca de 4500 hectáreas y en 1864, cuando la tutela había sido transferida a la Comisión Nacional de Aguas y Bosques, se alcanzaron las 80 000 hectáreas. 

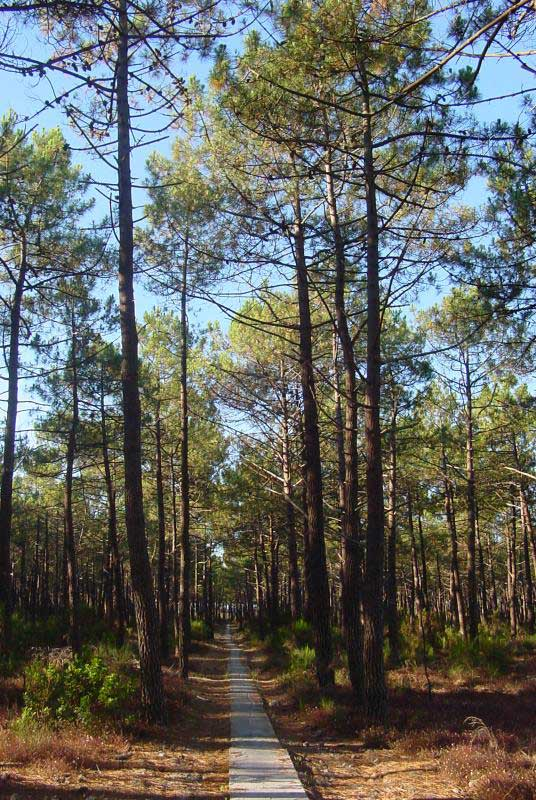
Ejemplares de pinus pinaster, especie que conforma la extensa masa forestal protegida sobre la que avanza la gran duna.

Estos progresos se lograron gracias a los trabajos del ingeniero Goury sobre una técnica mejorada de fijación a partir de 1825, estableciendo una empalizada a 150 y 200 m de la playa, que una vez cubierta de arena, se le superponen una serie de nuevas empalizadas hasta alcanzar una duna estabilizada a 8 o 10 m de altura. Posteriormente se realiza una siembra de barrón sobre la duna fija, llamada "duna blanca". 
A principios del siglo XX, la estabilización de las dunas blancas y la germinación de los bosques de pino marítimo en el interior del litoral llevaron al Estado a dar por concluidos los trabajos, y desde 1914 se autorizaron algunos proyectos de urbanización, como el de la estación balnearia de Pyla-sur-Mer.
Sin embargo, a finales de la década de 1930, ante el abandono del Estado de los costosos trabajos de mantenimiento del cordón de dunas, se constató la reactivación del problema de la progresión invasiva sin control de las dunas al que no pudo ponerse remedio inmediato ante el estallido de la Segunda Guerra Mundial. Las autoridades militares de ocupación declararon como "zona de exclusión" el conjunto del litoral, el cual fue incluido a partir de 1942 dentro del sistema defensivo del Muro del Atlántico, construyéndose bajo supervisión de la organización Todt algunos fortines y búnkeres sobre la Gran Duna, delimitada como sitio restringido en 1943, y que con el tiempo quedaron paulatinamente enterrados.
Con la declaración de la Gran Duna como "Grand Site National" en 1978 y su clasificación de 1994, el Estado francés protege 6.288,26 hectáreas del bosque del entorno mediante un sistema específico de gestión, ya que su particular explotación es uno de los recuerdos del modo de vida tradicional rural de las poblaciones locales que remontan a la época medieval. El bosque se ha diferenciado en tres categorías en función de su uso:

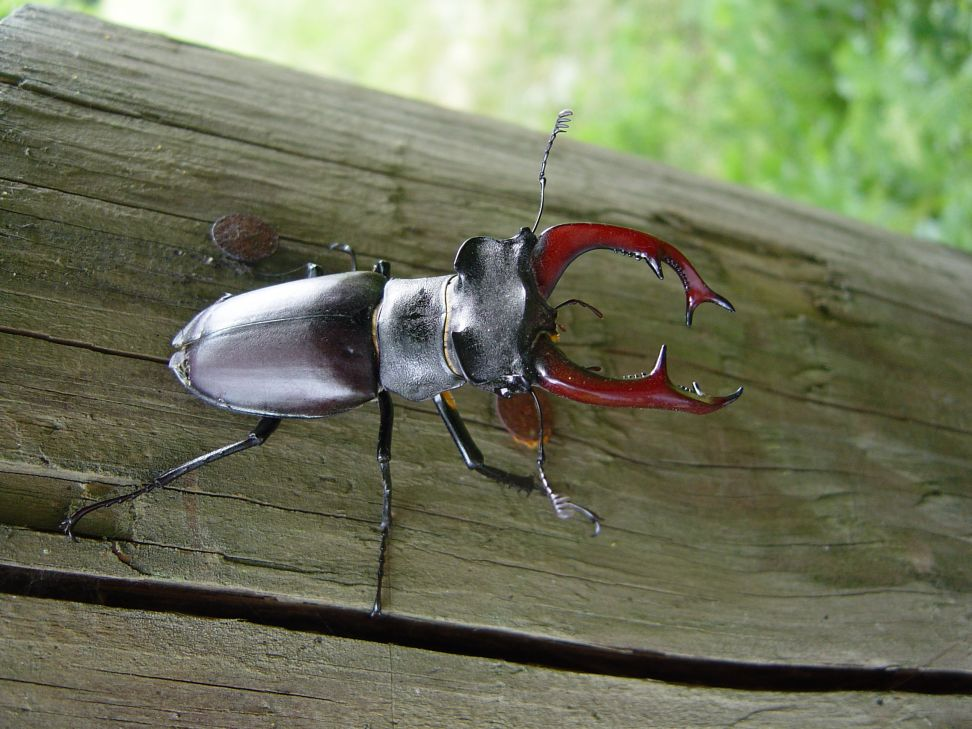
Imagen de un espécimen de Lucanus cervus o ciervo volante, una de las especies de invertebrados protegidas presentes en el sitio de la Gran Duna.

- Bosque comunitario (forêt usagère): son 3800 ha de propiedad estatal donde se permite una actividad restringida a la comuna para su explotación limitada, acorde con las tradicionales actividades de recogida de resina de pino por la técnica de corte y sangrado que se practicaban hasta la década de 1980, y cuyas actas de concesión datan de 1468. Pueden encontrarse todavía diseminadas dentro de esta parte del bosque distintas cabañas y pequeñas construcciones en madera donde se alojaban los resineros o guardaban sus útiles de labor.

- Bosque patrimonial (forêt domaniale): de propiedad exclusiva del Estado, comprende las partes del bosque plantadas artificialmente desde el siglo XVIII como barrera de contención del avance de las dunas. Una parte conserva su uso de protección, pero otra también es explotada por los aserraderos para las industrias de papel.

- Bosque privado (forêt privée): es una parte del bosque dedicada a la producción, pero bajo regulación de una comisión estatal.

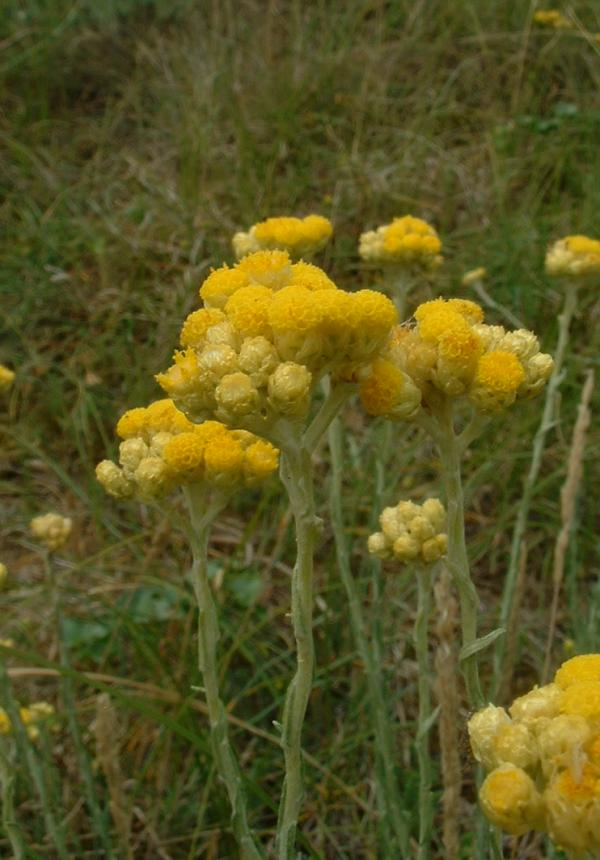
Flores de perpetua silvestre Helichrysum stoechas. Esta planta adaptada al clima árido se puede encontrar sobre la misma duna de Pilat.

En 2003 el Estado francés propuso ampliar el estatus de protección del sitio a 5312 ha, para su inscripción en la red europea Natura 2000, con el objetivo de preservar la diversidad biológica y valorizar su patrimonio natural. 
El bosque está compuesto esencialmente de pinos marítimos (pinus pinaster), conocidos en la zona como pinos de las Landas, junto con ejemplares de acebo, madroño, espino blanco y aulaga. La fauna se compone principalmente de ciervos, ardillas y jabalís; dentro de los invertebrados destacan dos especies protegidas, el gran capricornio (Cerambyx cerdo) de la familia Cerambycidae y el ciervo volante (Lucanus cervus).
La Gran Duna se encuentra también sobre una de las rutas anuales de migración de aves, muchas de las cuales se instalan en el banco de Arguin, situado frente a la duna, y otras son acogidas en el cercano Parque Ornitológico de Teich, donde se han identificado hasta 260 especies distintas, de las cuales cerca de 80 se han instalado y habitan permanentemente en las proximidades de la duna.
Sobre la duna misma pueden observarse ejemplares de flora característica de ecosistemas áridos, donde las propiedades del suelo y el viento limitan las poblaciones. Pueden distinguirse los ejemplares de grama (Agropyron repens), cardo borriquero (Onopordium acanthium), campanilla de las dunas o de arena (Calystegia soldanella), grama del norte (Triticum repens), barrón (Ammophila arenaria), siempreviva (Helichrysum arenarium) y particularmente, de la endémica Perpetua silvestre (Helichrysum stoechas), que destaca por el perfume de sus flores. 
Estas especies se distinguen por su resistencia, pero al mismo tiempo por su fragilidad, ocasionada por el aplastamiento resultado de los pisotones de los visitantes descuidados.

## Geomorfología y geodinámica de la Gran Duna: la progresión de un coloso de arena

### Morfología

Esquema de la arquitectura interna de la Gran Duna. Los estudios geológicos han encontrado cuatro estratos o paleosuelos principales formados en diferentes momentos de la historia de la duna y cuyo estudio ha permitido reconstituirla.

La Gran Duna, que ocupa un volumen estimado de más de 60 millones de m³ de arena, se extiende sobre una pendiente entre 30° y 40° de inclinación en su cara de deslizamiento (vertiente de levante, a sotavento), mientras que en la cara de poniente la pendiente es de 5º a 20º. La cresta alcanza una altitud media de entre 80 y 107 m sobre el nivel del mar, estando referenciados 114 m a fines de la década de 1980; está acompañada de pequeñas dunas barjánicas o en media luna que forman pasillos de viento.
La teoría generalmente aceptada sobre el origen y posterior evolución de la gran duna ha sido formulada a partir de los estudios litológicos de las capas de estratos de arena sedimentada y otros materiales fósiles estratificados que en forma de placas de color oscuro o negro son observables en varios puntos de la vertiente oeste de la duna.
De acuerdo con estos estudios, se distinguen desde la base a la cresta cuatro niveles principales de paleosuelos, entre los que se encuentran intercalados estratos menores de naturaleza lacustre y otros de composición mineral, habiendo sido datados por diferentes técnicas de radio-análisis, arqueológicas y de palinología:

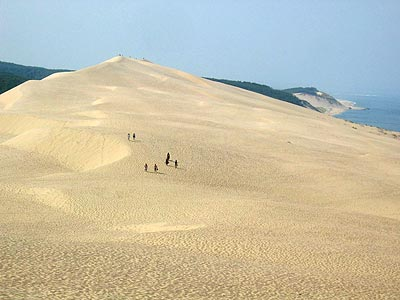
Visitantes descendiendo por la cara de poniente de la duna. Se pueden apreciar a la izquierda las formas medio-lunares de las dunas barjánicas, arqueadas a sotavento. Esta vertiente tiene una pendiente media entre 5 y 20º.

- Paleosuelo 1: es el más antiguo, un podzol que se remonta a un periodo entre el 8000 a. C. y 2000 a. C. y se localiza en la base de la duna, sobre el nivel de la playa. Se compone de una espesa capa de arcilla secundaria y arenisca ferruginosa, sobre la que se acumula una lámina de arena gris rodeada por un manto de fragmentos vegetales, principalmente de pino silvestre pero también de roble, nogal, abedul y alisos. Los restos remontan su datación hacia principios del IV milenio a. C. mediante radiocarbono, lo que atestigua la presencia de un bosque por entonces.

- Paleosuelo 2: desarrollado entre el 3000 a. C. y el 500 a. C., se eleva entre 2 y 5 m por encima del nivel de la playa. Contiene vestigios de presencia humana en forma de restos de alfarería de la Edad de Bronce, hacia el siglo VII a. C. El estrato vegetal se compone de una mezcla de polen de pino silvestre y pino marítimo. A partir de este nivel, y hasta alcanzar el paleosuelo 3, se observan varios otros estratos intermediarios menores constituidos por fragmentos vegetales compuestos por un tipo específico de diatomeas, por lo que los especialistas han concluido que durante la época galorromana existió un lago permanente cerca de la duna.

- Paleosuelo 3: conformado entre el siglo V y el siglo XVII, se observa a una altura variable de entre 20 y 40 m, estando compuesto por una fina capa de hasta 30 cm de espesor de tierras carbonosas. Su morfología y altura se corresponden con el sistema de dunas parabólicas que surge por la vertiente este de la duna.

- Paleosuelo 4: es el estrato más reciente que sedimentó entre el siglo XVIII y el XIX, y corresponde con la antigua Duna de la Grave detallada en la cartografía general de 1863. Esta duna alcanzaba los 80 m de altura y por efecto del solapamiento con los barjanes transversales fue incrementando su altura, hasta alcanzar 115 m en 1905 cuando ya fue rebautizada con el nombre de Duna de Pilat. Incluye restos de la vegetación de pinos jóvenes que fueron plantados en el intento por estabilizar y fijar el avance de la duna.

### Formación de la cresta

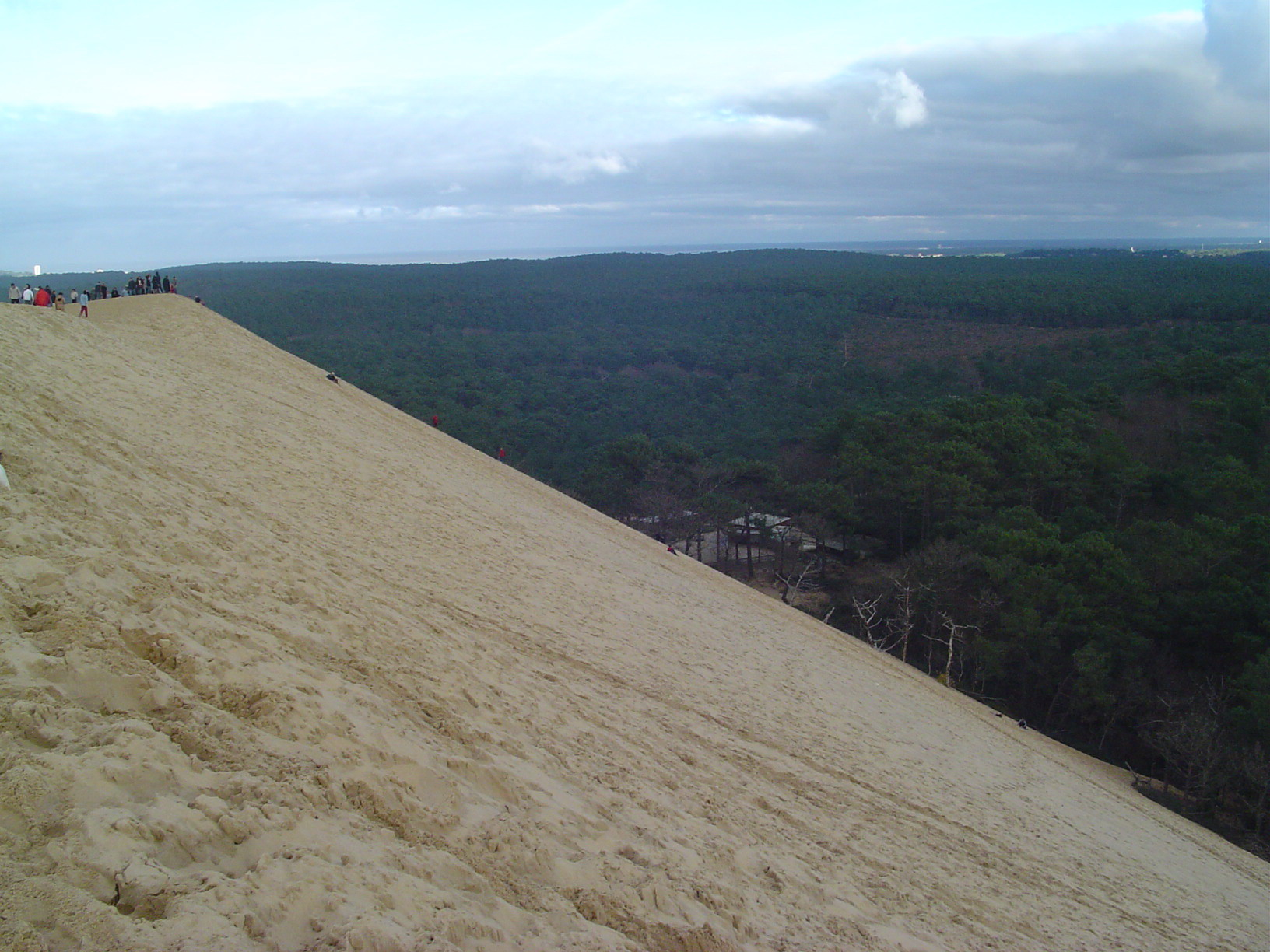
Visitantes contemplando el paisaje de las Landas desde la vertiente este y sobre la cresta de la duna, que alcanza más de 100 m de altura en su punto de máxima amplitud. Esta vertiente tiene una pendiente media entre 30° y 40°.

La formación de la cresta, que convierte a la duna en la más alta del continente europeo, se debe a un accidente natural acontecido a lo largo del siglo XVIII y relacionado con la evolución propia de la entrada de la bahía de Arcachón y la progresión hacia el sur del cabo Ferret: el desmoronamiento de un gigantesco banco de arena en la costa situado frente a la posición de la duna. 
Una compleja combinación de la fuerza del viento de poniente, las corrientes marinas y la resistencia de la vegetación favoreció el arrastre de esta reserva de arena y su acumulación progresiva. Se formaron así un sistema de dos tipos de dunas: las dunas parabólicas, en forma de U o de V, con altura entre 20 y 40 m en una banda de 1 km de longitud, y las dunas barjánicas, en forma de media luna, de 20 a 80 m por 2 a 8 km, y que, progresando más rápidamente que las anteriores, han terminado por cubrirlas con el tiempo. 
La formación de la cresta está documentada en las observaciones entre 1826 y 1922, cuando la costa retrocedió más de 500 m, y mediante los testimonios que dan parte de la destrucción de la vegetación que había arraigado a su proximidad (pinos de hasta 15 m de altura), cuyo arrastre permitió sin embargo la acumulación de la arena de manera empilada.

### Dinámica y progresión
Varios estudios han permitido constatar que el aporte de material proveniente del banco de arena ha ido disminuyendo con el tiempo, por lo que la progresión de la Gran Duna hacia el interior de la costa puede considerarse que se realiza por un mecanismo de retroalimentación; por una parte, el viento de poniente empuja la duna hacia el bosque por su vertiente este, mientras que la erosión marina ataca la base de la duna en la vertiente oeste, liberando el material que después el viento impulsa. La duna parece entonces deslizarse “enrollándose” sobre sí misma.

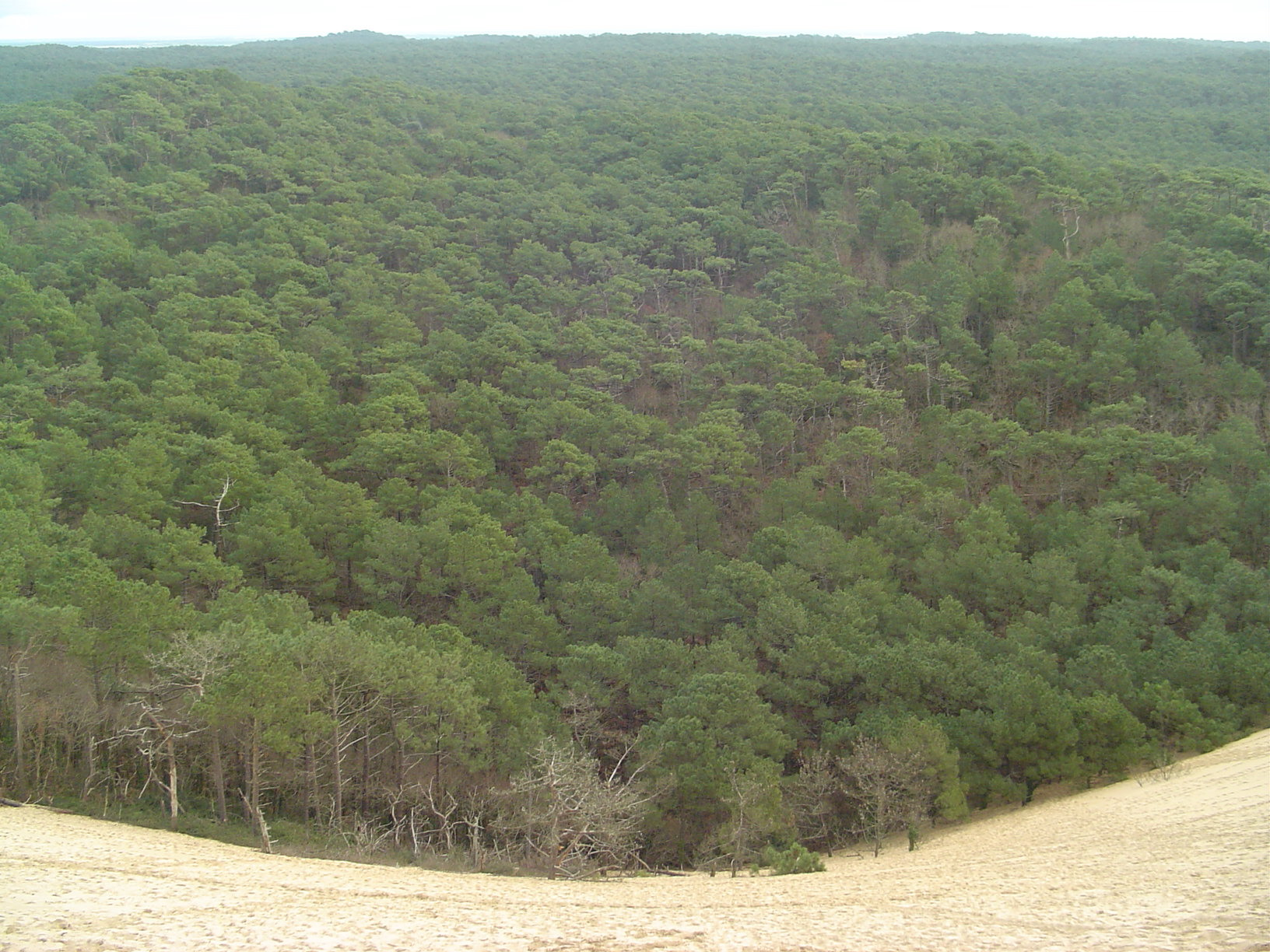
La gran duna penetra hasta 500 m en el interior de la línea de costa, progresando dentro del pinar a razón de hasta 4 m desde la década de 1960. Una parte del bosque fue plantado desde el en un intento por frenar su avance.

De acuerdo a los mapas cartográficos, durante el periodo de 1966 a 1989 la duna se ha desplazado entre 70 y 100 m, es decir, una media de 3 a 4 m por año. Otros estudios realizados tras una campaña de medidas emprendida entre 1935 y 1992, y que toman como referencia de distancia algunos de los ejemplares de pinos del bosque, han obtenido resultados similares al estudio cartográfico, concluyendo un avance en 57 años de 280 m, a razón de una media de 4,9 m por año.
El avance observado no es homogéneo, sino que en ciertos periodos ha resultado más rápido que en otros. Así, mientras la progresión neta entre 1936 y 1937 fue de 10 m, en el periodo de 1988-1989 se había enlentecido hasta 7,5 m, siendo incluso de 0 m en 1961-1962.
La progresión de la duna hacia el este se realiza en detrimento de la superficie forestal, que resulta invadida a razón de 8000 m² por año. En el curso de este deslizamiento también han resultado enterradas diversas propiedades y vías de comunicación, acontecimientos que han sido cubiertos por los medios de comunicación: por ejemplo, el diario L'Illustration dio parte en septiembre de 1936 de la desaparición de una residencia bajo la arena que había comenzado a ser invadida en 1930.
Como se explica por el modelo del mecanismo de retroalimentación, el avance de la duna es simultáneo a su erosión en la base de la cara oeste sobre el litoral, por efecto de las mareas. Así, entre 1863 y 1989 la costa ha progresado cerca de 1 km hacia el este a razón de hasta 8 m por año, siendo la erosión más notable en la parte sur que la norte.
Según las estimaciones, de mantenerse el ritmo de progresión hacia el 2045 la arena habrá alcanzado la carretera de Biscarrosse, ocupando las instalaciones de acceso y el camping de la entrada al paraje. Mientras tanto, al sur del Pilat (a la altura de Gaillouneys), se ha detectado la formación de una duna nueva que se estima todavía más viva.

## Grand site de France
En 1978 la Gran Duna de Pilat fue declarada área protegida como Grand site national de acuerdo a la ley de 2 de mayo de 1930, posteriormente incluida en el artículo 24 del Código del Medio Ambiente por la ley 2002-92 de 22 de enero de 2002, sobre «la protección de los monumentos naturales y los lugares de carácter artístico, histórico, legendario o pintorescos», que son reconocidos por su gran notoriedad y atractivo turístico.
Aunque no existe una lista cerrada de Grands Sites, cerca de 2500 lugares se encuentran protegidos en aplicación de la Ley de 1930. De ellos, unos 50 han sido objeto desde los años 1980 de algún programa "Opération Grand Site (OGS)", por el que se establecen diversos trabajos de rehabilitación y de gestión sostenible en los que interviene tanto el Estado como las entidades locales.
Desde 2002 la comuna de La Teste-de-Bruch participa en una agrupación o sindicato mixto, junto con el Consejo Regional de Aquitania, el Consejo General de Gironda y el Conservatorio del Litoral para relanzar una nueva OGS en el sitio de la Gran Duna, que también ha sido registrado como uno de los 32 sitios de la "Red de Grands Sites de France", asociación nacional que reúne a las entidades de gestión de estos lugares.
Los mecanismos de protección del entorno natural de la duna y de la bahía de Arcachón fueron activados por las colectividades de Arcachón en enero de 2003 para combatir la llegada de manchas de chapapote procedentes de la catástrofe del buque petrolero Prestige, desplegando varias barreras especiales de 80 m de largo por 3 m de profundidad en el canal marino de entrada a la bahía enfrente de la Gran Duna y que sirvieron días más tarde para homologar una nueva técnica de descontaminación.
La Gran Duna recibe entre 1 y 1,5 millones de visitantes por año atraídos por la belleza del paraje y las excepcionales vistas del entorno de la bahía de Arcachón y el cabo Ferret, que pueden contemplarse desde la cumbre de la duna. Para su ascenso se han habilitado varias escaleras de madera, aunque es necesario un esfuerzo físico para completar su ascensión. El lugar, que para su protección obliga a cumplir una serie de normas de visita que se explican en el punto de entrada y aparcamiento de acceso al sitio, es también uno de los sitios de referencia para la práctica del vuelo en parapente, que durante el mes de junio congrega a numerosos espectadores que asisten a las pruebas de competición de la Wagas Festival. En otros periodos estivales, la oferta a los visitantes se amplía con actos culturales como la celebración de conciertos nocturnos de música jazz o relatos de cuentos.